# Post Oak Bend City
Post Oak Bend City – miasto w Stanach Zjednoczonych, w stanie Teksas, w hrabstwie Kaufman.